# Văleni (okręg Konstanca)
Văleni (tur. Yenişenlia) – wieś w Rumunii, w okręgu Konstanca, w gminie Dobromir. W 2011 roku liczyła 783 mieszkańców.